# Arbéroue (rivière)
Pour les articles homonymes, voir Arberoue.
L'Arbéroue est un cours d'eau du Pays basque français dans le département des Pyrénées-Atlantiques en région Nouvelle-Aquitaine et un affluent du Lihoury, donc un sous-affluent de l'Adour par la Bidouze. 
L'Arbéroue arrose les coteaux du sud de l'Adour et a donné son hydronyme à la commune de Saint-Martin-d'Arberoue.

## Géographie
De 27,3 km de longueur, l'Arbéroue prend sa source sur la commune d'Hélette, près du lieu-dit Oihanartea, à 220 m d'altitude.
L'Arbéroue coule globalement du sud vers le nord dans la Basse-Navarre.
L'Arbéroue conflue en rive gauche du Lihoury entre Bardos et Orègue, entre les lieux-dits Santon et le moulin d'Ibure, à 24 m d'altitude.

### Communes et cantons traversés
Dans le seul département des Pyrénées-Atlantiques, l'Arbéroue traverse les huit communes suivantes, de l'amont vers l'aval, de 
Hélette (source), Saint-Esteben, Saint-Martin-d'Arberoue, Isturits, Ayherre, La Bastide-Clairence, Orègue, Bardos (confluence).
Soit en termes de cantons, l'Arbéroue prend source dans le canton du Pays de Bidache, Amikuze et Ostibarre, conflue dans le canton de Nive-Adour, le tout dans le seul arrondissement de Bayonne.

### Toponyme
L'Arbéroue a donné son hydronyme à la commune de Saint-Martin-d'Arberoue.

### Bassin versant
L'Arbéroue traverse quatre zones hydrographiques Q821, Q822, Q823 et Q824 pour une superficie totale de 190 km2. Ce bassin versant est constitué à 71,80 % de « territoires agricoles ».

## Affluents
L'Arbéroue a vingt trois tronçons affluents référencés ou bras dont :
- trois bras de l'Arbéroue
- l'Haltzerreka (rd), 4,3 km sur les deux communes de Saint-Martin-d'Arberoue et Isturits, avec trois affluents dont :
  - l'Othalatz erreka (rg), 1,1 km sur les deux communes de Saint-Martin-d'Arberoue et Isturits
- un bras du ruisseau Arbéroue
- Hegiko errera our ruisseau de Hégula (rd), 2,3 km sur la seule commune d'Isturits.
- un bras du ruisseau Arbéroue
- le ruisseau de Jouan de Pès (rd), 3,6 km sur les trois communes de Bardos, La Bastide-Clairence (source), Orègue, avec un affluent de 1,2 km.

Donc son rang de Strahler est de trois.